# Rhinopomastus
Rhinopomastus Jardine, 1828 è un genere di uccelli della famiglia Phoeniculidae.

## Tassonomia
Comprende le seguenti  specie:
- Rhinopomastus aterrimus (Stephens, 1826) - becco a scimitarra nero
- Rhinopomastus cyanomelas (Vieillot, 1819) - becco a scimitarra comune
- Rhinopomastus minor (Rüppell, 1845) - becco a scimitarra d'Abissinia